# Serhij Kuschnirjuk
Serhij Heorhijowytsch Kuschnirjuk (ukrainisch Сергі́й Гео́ргійович Кушнірю́к, russisch Сергей Георгиевич Кушнирюк, Sergei Georgijewitsch Kuschnirjuk; * 15. März 1956 in Tschortkiw) ist ein ehemaliger sowjetischer Handballspieler, ukrainischer Handballtrainer und Professor.

## Karriere

### Verein
Serhij Kuschnirjuk spielte ab 1973 für SII Saporischschja, mit dem er 1974 und 1975 den dritten Platz der sowjetischen Meisterschaft belegte. 1979 wechselte er zum Armeeklub ZSKA Moskau, mit dem er 1979 und 1980 die Meisterschaft errang. Anschließend lief er wieder für Saporischschja auf und erreichte 1982, 1983 und 1984 erneut den dritten Rang. Im IHF-Pokal 1982/83 besiegte die Mannschaft den schwedischen Vertreter IFK Karlskrona mit 22:20 und 23:16. Im IHF-Pokal 1984/85 unterlag man knapp dem rumänischen Verein HC Minaur Baia Mare mit 17:22 und 18:14.
1983 gewann er die Völker-Spartakiade.

### Nationalmannschaft
Mit der sowjetischen Juniorennationalmannschaft wurde er 1977 U-21-Weltmeister.
Mit der sowjetischen Nationalmannschaft gewann Kuschnirjuk bei der Weltmeisterschaft 1978 die Silbermedaille und bei der Weltmeisterschaft 1982 die Goldmedaille. Bei den Olympischen Spielen 1976 in Montreal warf er fünf Treffer in sechs Partien und gewann mit der Auswahl die Goldmedaille. Für diesen Erfolg erhielt er die Auszeichnung Verdienter Meister des Sports der UdSSR. Bei den Olympischen Spielen 1980 in Moskau warf er zwölf Treffer in fünf Partien und gewann mit der Auswahl die Silbermedaille. Den Supercup in Deutschland gewann er mit der Sowjetunion 1981 und 1985. Insgesamt bestritt er 249 Länderspiele, in denen er 294 Tore erzielte.
Für die Ukraine bestritt er weitere 21 Spiele.
Von 2002 bis 2008 war Kuschnirjuk Nationaltrainer der Ukraine. Bei der Europameisterschaft 2004 belegte das Team den 15. Platz, bei der Europameisterschaft 2006 den 12. Platz und bei der Weltmeisterschaft 2007 den 14. Platz.

## Leben
Seit 2011 ist er Professor der Abteilung für Theorie und Methoden des Sportunterrichts und Dekan der Fakultät für Körperkultur, Sport und menschliche Gesundheit an der Berdyansk State Pedagogical University in Berdjansk.